# دشولو
دشولو (به لاتین: Doşulu) یک منطقه مسکونی در جمهوری آذربایجان است که در شهرستان جبراییل واقع شده است.